# Tero Järvenpää
Tero Järvenpää (né le 2 octobre 1984 à Tampere) est un athlète finlandais, spécialiste du lancer du javelot.

## Carrière

### Palmarès
| Année | Compétition                    | Lieu     | Résultat | Performance |
| ----- | ------------------------------ | -------- | -------- | ----------- |
| 2001  | Championnats du monde jeunesse | Debrecen | 3e       | 68,85 m     |
| 2003  | Championnats d’Europe juniors  | Tampere  | 2e       | 73,66 m     |
| 2005  | Universiade                    | Izmir    | 2e       | 79,61 m     |
| 2007  | Championnats du monde          | Osaka    | 8e       | 82,10 m     |
| 2008  | Jeux olympiques                | Pékin    | 4e       | 83,95 m     |
| 2009  | Championnats du monde          | Berlin   | 11e      | 75,57 m     |

### Records
| Épreuve           | Performance | Lieu    | Date            |
| ----------------- | ----------- | ------- | --------------- |
| Lancer du javelot | 86,68 m     | Tampere | 27 juillet 2008 |